# راؤول كيروغا
راؤول كيروغا (26 يناير 1962 في الأرجنتين - ) (بالإسبانية: Raúl Quiroga)‏ هو لاعب كرة طائرة شاطئية ولاعب كرة طائرة الأرجنتين في مركز مهاجم ‏. شارك في الألعاب الأولمبية الصيفية 1988 والألعاب الأولمبية الصيفية 1984.

## وصلات خارجية
- راؤول كيروغا على موقع دوري الدرجة الأولى الإيطالي للكرة الطائرة - رجال (الإيطالية)
- راؤول كيروغا على موقع أوليمبيديا (الإنجليزية)